# Christian Meyer (Politiker, 1824)
Christian Meyer (* 14. August 1824 in Ronshausen im Landkreis Hersfeld-Rotenburg; † 25. November 1883 ebenda) war ein deutscher Gutsbesitzer und Mitglied der Zweiten Kammer der kurhessischen Ständeversammlung.

## Leben
Christian Meyer war Besitzer des Landgutes Faßdorf, in Ronshausen im Tal des Breitenbaches gelegen. Von 1861 bis 1862 hatte er ein Mandat für den kurhessischen Landtag. 
Mit der Parlamentsreform im Jahre 1852 wurde ein Zweikammerparlament geschaffen. Während in der ersten Kammer wie bisher die Prinzen, die Ritter, Prälaten und  Vertreter der Universität Marburg saßen, waren die Mitglieder der zweiten Kammer die Vertreter der Städte, der Grundbesitzer und der Höchstbesteuerten des Landes. 